# Frisos de la Casa Oest d'Akrotiri
Els frisos de la Casa Oest d'Akrotiri són un conjunt pictòric de l'edat del bronze que en algunes fonts es coneixen com el Fris en miniatura (en grec: Μικρογραφική ζωφόρος). Es van descobrir a l'illa de Santorí, durant les excavacions que va fer Spirídon Marinatos en les campanyes del 1971 i el 1972. Les dimensions originals podrien haver estat d'uns 16 m de llarg, tot i que algunes parts se n'han perdut. El 2021 es van exposar al públic temporalment al Museu de Prehistòria de Thera.

## Situació
Aquestes pintures al fresc formaven part de la decoració de l'habitació cinc de la Casa Oest d'Akrotiri. Era un fris que s'estenia per la zona superior de les quatre parets, a un nivell més alt de l'alçada dels ulls. En altres indrets de la mateixa estança hi havia altres frescos en què apareixien dos hòmens nus amb peixos.

## Cronologia
Respecte a la cronologia, cal assenyalar que les pintures s'han conservat per haver estat sepultades en la gran erupció de l'illa de Santorí. La datació d'aquest fet s'ha tractat d'establir per mètodes científics i s'ha assignat al segle xvii ae, tot i que altres  propostes de datació que empren dades arqueològiques la situen en el XVI ae.

## Descripció
Les parts que s'han conservat del fris es coneixen com La processó nàutica (paret sud), El riu exòtic (paret est) i La ciutat dels guerrers (paret nord)
Del sector de la paret occidental sols s'han conservat fragments que representaven una ciutat. A la paret del nord apareixia una espècie de reunió o assemblea; un paisatge rural amb pastors i dones portant aigua; una altra ciutat amb un port i un observatori naval, en què hi ha una escena amb guerrers amb equipament micènic, i un enfrontament entre vaixells amb nàufrags. A la paret de l'est, el fris s'ha conservat parcialment i representa un paisatge exòtic amb roques, vegetació, animals —ocells, cérvols, felins i un animal mitològic, un griu— i un riu; també n'hi ha una ciutat.
A la paret del sud apareixen catorze embarcacions. Un grup de set vaixells, són més grans i van d'una ciutat a una altra, escortats per dofins. Quasi totes les embarcacions estan impulsades amb rems. Aparentment, la ciutat d'origen és més senzilla, els habitants semblen acomiadar-se de la flota i s'hi representa un lleó perseguint cérvols. A la ciutat d'arribada, on els habitants reben la flota, es pot veure la presència de banyes de consagració, i la d'una sacerdotessa que alça els braços.  Un dels vaixells té representacions de lleons i dofins i està engalanat de manera que aparentment transportava l'almirall de la flota. Una altra de les embarcacions duu les veles desplegades i hi ha representats coloms. En els vaixells, amb elements que semblen suggerir el caràcter festiu de la travessia, també hi ha guerrers amb armament que mostra que es tracta d'una flota egea.

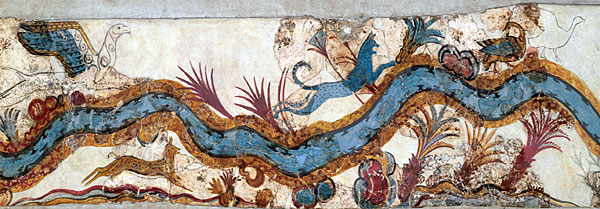
El fris de la paret oriental

## Interpretacions

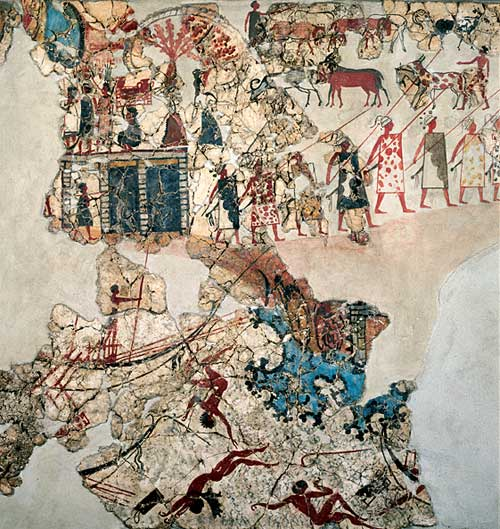
Part conservada del fris de la paret del nord

Alguns estudiosos creuen que les pintures del fris de les quatre parets formaven un conjunt pictòric, i tenien com a objectiu relatar un fet que va succeir realment. La presència de micènics i minoics en ell està generalment acceptada per les característiques dels vestits i armes d'alguns personatges representats.
Per la presència de guerrers, s'ha pensat que el fresc representa un viatge de colonització a terres d'Àfrica, potser a la zona de Líbia, o una campanya de la flota de Thera contra uns saquejadors de la mar Egea. D'altra banda, les cinc ciutats que apareixen en el fris podien ser part d'una ruta per la Mediterrània i es narràs un viatge comercial per aquesta ruta. Altres estudiosos han assenyalat que l'aparença festiva de la flota i la propulsió amb rems apunta més aviat cap a un festival religiós davant l'inici de l'activitat naval, o potser relacionat amb la cerimònia d'unes noces, o celebrant una victòria contra pirates.
La possibilitat d'identificar les ciutats representades amb llocs de la mar Egea o Mediterrània ha estat motiu de debat. Respecte a aquest punt, molts acadèmics opinen que la ciutat d'arribada de la flota és Akrotiri. La interpretació defensada per Strasser, però, sosté que el fris sud representava una processó per un sector de la costa de la caldera volcànica de l'illa de Santorí abans de l'erupció, i no en l'àrea del jaciment d'Akrotiri, que és al sud de l'illa. Aquest autor pensa que alguns motius considerats exòtics com ara el lleó no ho són, sinó que eren comuns en l'art egeu; a més assenyala que s'han trobat ossos de lleó a l'illa de Kea i que aquests animals potser s'havien portat des d'Àfrica; també creu que les dades geològiques indiquen que va poder haver-hi algun rierol a Santorí en l'edat del bronze com el representat a la ciutat de partida i que el fris de la part sud no té per què estar directament relacionat amb el fris de les altres parets.